# Belkètre
Belkètre — французский блэк-метал-проект из Бержерака. Является одним из основных проектов объединения The Black Legions.

## 1990-е годы
В 1993 году Belkètre начинают играть блэк-метал в составе Avaёthre (вокал, ударные), Këëtrëh (гитары) и сессионного участника Arnaud (бас-гитара). Вместе с Mütiilation Belkètre создают The Black Legions — оккультное объединение французских блэк-метал-проектов. Цель организации — объединившись, вступить в музыкальное противостояние («The Dark War») с «трендовыми», по мнению музыкантов, французскими группами, творчество которых вредит блэк-металу. Осенью 1993 года Belkètre записывают первый трек — «Twilight of the Black Holocaust».
В начале 1994 года Belkètre записывают второй трек, получивший название «Dark Promise». После этого Arnaud покидает Belkètre, и бас-гитаристом проекта становится Avaёthre. Примерно тогда же Avaёthre начинает использовать в Belkètre свой основной псевдоним — Vordb Dréagvor Uézréèvb. Осенью 1994 года Belkètre выпускают первое демо, название которого совпадает с названием проекта.
В начале 1996 года лейбл Embassy Productions издает сплит Belkètre и Vlad Tepes, названный March to the Black Holocaust. Содержащиеся на сплите треки Belkètre — в точности первое демо группы. Перед этим Belkètre дают интервью журналу Black Plague — First Chapter (And Maybe the Last One), который был создан Мейна’хом для того, чтобы взять интервью у основных проектов The Black Legions. Исключая это интервью, Belkètre не контактировали с прессой.
В июне 1996 года выходит второе демо Belkètre, названное Ambre Zuèrkl Vuorhdrévarvtre. Было выпущено меньше 5 кассет, однако запись всё равно просочилась за пределы The Black Legions и стала распространяться без разрешения музыкантов. Внутри проекта нарастают разногласия, которые приводят к тому, что Aäkon Këëtrëh покидает Belkètre.
В 1998 году появляется третье демо Belkètre. Весь материал этого демо записан Vordb’ом.

## Дискография

### Сплиты
- 1996 — March to the Black Holocaust (с Vlad Tepes)

### Демо
- 1994 — Belkètre
- 1996 — Ambre Zuèrkl Vuorhdrévarvtre